# Joseph Johann Adam (Liechtenstein)

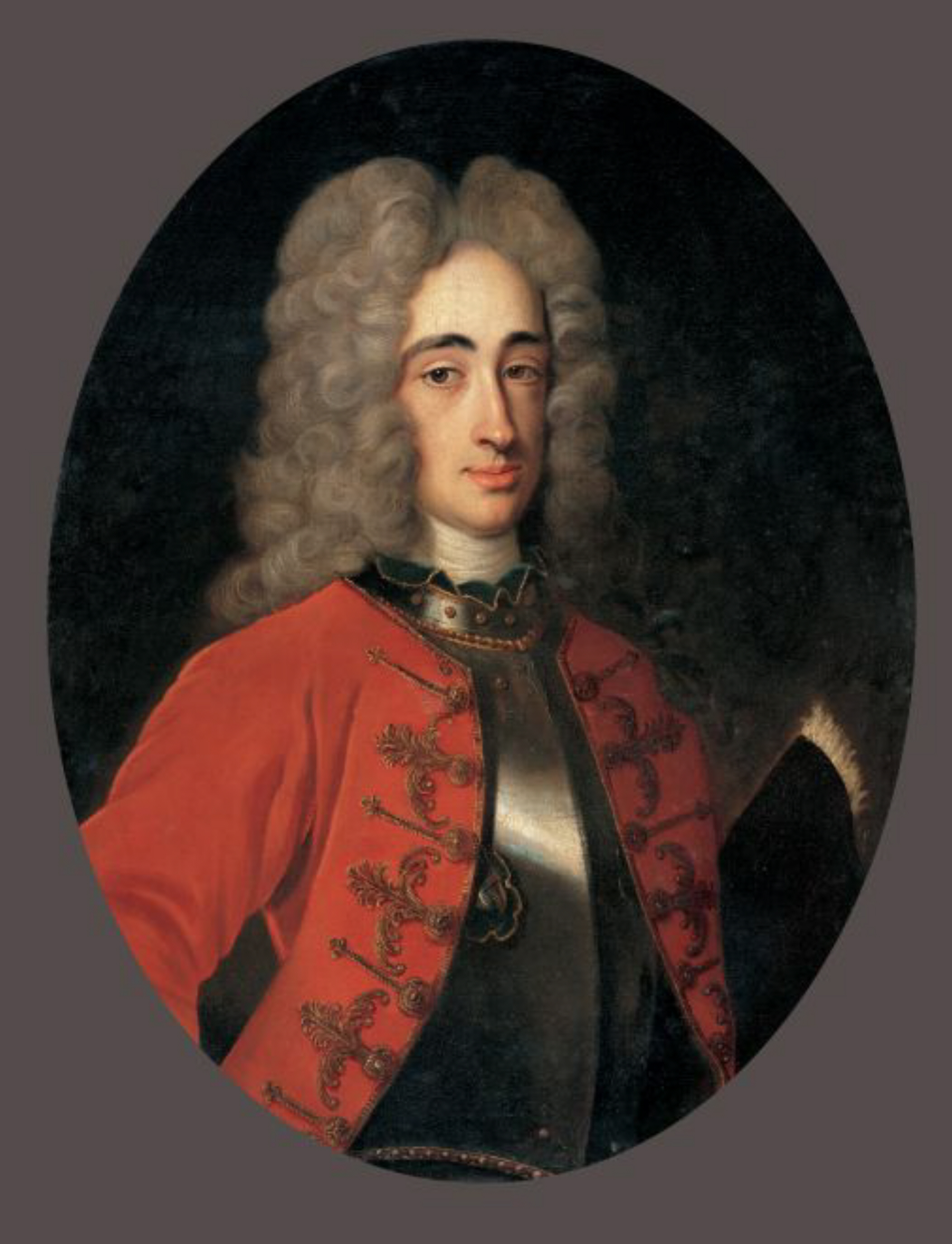
Joseph Johann Adam von Liechtenstein (Gemälde von Frans van Stampart 1710)

Joseph Johann Adam, auch Joseph I. (* 27. Mai 1690 in Wien; † 17. Dezember 1732 auf Schloss Feldsberg) war vom 11. Oktober 1721 bis zu seinem Tod regierender Fürst von Liechtenstein.

## Biografie

### Frühe Jahre
Liechtenstein war ein Sohn des Fürsten Anton Florian von und zu Liechtenstein (1656–1721) und dessen Gemahlin Eleonore Barbara, geborene Gräfin von Thun und Hohenstein (1661–1723). Nach sorgfältiger Erziehung unternahm er eine mehrjährige Kavalierstour, die ihn zunächst nach Italien führte. Im Gefolge der Herzogin Elisabeth Christine zu Braunschweig und Lüneburg gelangte er 1708 nach Barcelona, wo er mit seinem Vater zusammentraf. Unter dem Feldherrn Graf Guido von Starhemberg machte er als Voluntär an dessen Feldzug in Spanien mit. Auf seiner Rückreise 1709 gelangte er nach England, von wo aus er mit dem Herzog von Marlborough an dessen Feldzug in den Spanischen Niederlanden teilnahm. Er wohnte unter anderem der Schlacht bei Malplaquet und den Belagerungen von Tournai und Mons bei. Schließlich reiste er zur Kaiserkrönung Karls VI. nach Frankfurt am Main. Dort traf er wiederum seinen Vater, welcher an der Seite des Kaisers aus Spanien zurückgekehrt war. Der Kaiser ernannte ihn 1712 zum Kämmerer und 1713 zum Prinzipalkommissär beim Mährischen Landtag. Nach dem Tod seines Sohnes Karl Anton 1715 erbte er dessen mährische Herrschaften Sternberg und Aussee.

### Regentschaft
Als sein Vater 1721 starb, erbte er neben der Regierung des Hauses Liechtenstein auch die vereinten Fideikommisse der in der männlichen Linie ausgestorbenen karolinischen und der gundakerschen Linie sowie das 1719 entstandene Reichsfürstentum Liechtenstein. 1723 erfolgte seine Ernennung zum Geheimen Rat mit Sitz und Stimme im Kollegium. Am 13. August 1723 erreichte er die dauerhafte Aufnahme des Hauses Liechtenstein im Reichsfürstenrat. Das Bemühen von vier Generationen um erblichen Sitz und Stimme in diesem Kollegium war damit zu einem erfolgreichen Abschluss gekommen. Die Fülle privater Aufgaben veranlasste ihn, sich weitgehend aus den kaiserlichen Diensten zurückzuziehen und sich ganz der Verwaltung und Sicherung der ererbten Güter zu widmen. Durch konsequente Sparsamkeit vermochte der junge Majoratsherr, die durch die hohen Repräsentationskosten seines Vaters entstandene Schuldenlast abzubauen und sämtliche Kredite zurückzuzahlen. Mit den nun wieder zur Verfügung stehenden finanziellen Mitteln ließ er umfangreiche Arbeiten am Wiener Stadtpalais und an Schloss Feldsberg ausführen. Zu seinem dirigierenden Hofrat berief er Freiherrn Karl Joseph von Gillern. Mit Erfolg war Liechtenstein bemüht, den durch die testamentarischen Verfügungen seines Schwiegervaters Fürst Hans Adam I. angespannten Familienfrieden durch Vergleiche, Konzessionen und Tauschgeschäfte wiederherzustellen. 1729 bis 1730 reiste er als kaiserlicher Prinzipalkommissär zum Schlesischen Fürstentag nach Breslau. 1732 erließ er für sein Fürstentum eine Polizei- und Landesordnung.
Am 17. Dezember 1732 starb er infolge eines Schlaganfalls auf Schloss Feldsberg. Sein Leichnam wurde nach Wranau überführt und in der Familiengruft bestattet.

## Ehen und Nachkommen
Liechtenstein heiratete am 1. Dezember 1712 in Wien Fürstin Gabriele von Liechtenstein (1692–1713), Tochter des Fürsten Hans Adam I. von Liechtenstein (1657–1712) und dessen Gemahlin Erdmunda, geborene Gräfin von Dietrichstein (1662–1737). Aus der Ehe ging ein Sohn hervor:
- Karl Anton (1713–1715)

In zweiter Ehe heiratete er am 3. Februar 1716 in Wien Gräfin Maria Anna von Thun und Hohenstein (1698–1716), Tochter des Grafen Johann Maximilian von Thun und Hohenstein (1673–1701) und dessen Gemahlin Maria Theresia, geborene Gräfin von Sternberg (1678–1759). Diese Ehe blieb kinderlos.
In dritter Ehe heiratete er am 3. August 1716 Gräfin Maria Anna zu Oettingen-Spielberg (1693–1729), Tochter des Grafen und späteren Fürsten Franz Albrecht zu Oettingen-Spielberg (1663–1737) und dessen Gemahlin Johanna Margaretha, geborene Freiin von Schwendi (1672–1727). Aus der Ehe gingen fünf Kinder hervor:
- Maria Eleonora (1717–1718)
- Joseph Anton (1720–1723)
- Maria Theresia (1721–1753) ⚭ 1741 Fürst Joseph I. Adam zu Schwarzenberg (1722–1782)
- Johann Nepomuk Karl (1724–1748) ⚭ 1744 Gräfin Maria Josepha von Harrach (1727–1788)
- Elisabeth Eleonora (*/† 1728)

In vierter Ehe heiratete er am 22. August 1729 Gräfin Maria Anna Kottulinsky (1707–1788), Tochter des Grafen Franz Karl Kottulinsky (1674–1748) und dessen Gemahlin Maria Antonia, geborene Gräfin von Rottal (1689–1761). Aus der Ehe gingen zwei Kinder hervor:
- Anton Thomas (1730–1731)
- Josepha (1733–1734)

## Auszeichnungen
- 1721: 649. Ritter des Ordens vom Goldenen Vlies